# Armin Otto Leuschner
Armin Otto Leuschner, född den 16 januari 1868 i Detroit, Michigan, död den 22 april 1953 vid Berkeley, Kalifornien, var en amerikansk astronom.
Leuschner växte upp i Tyskland och återvände till USA för att studera. År 1888 avlade han sin grundexamen vid University of Michigan. Han fortsatte därefter sina studier vid Lick Observatory, där han emellertid snart kom i konflikt med sin stridbare lärare, föreståndaren Edward S. Holden. På grund av detta lämnade han observatoriet utan examen. Leuschner flyttade han tillbaka till Tyskland och skrev in sig vid Friedrich-Wilhelms-Universität Berlin, där han 1897 förvärvade sin doktorsgrad. Hans doktorsavhandling behandlade kometers omloppsbana. 
Leuschner återvände till Kalifornien och blev professor vid University of California i Berkeley. Där tillbragte han det följande halvseklet. Han förestod det observatorium som senare kom att bära hans namn, Leuschner Observatory. Lick Observatory hade under tiden fått en ny föreståndare. Tillsammans med denne, James E. Keeler, utvecklade Leuschner program, som möjliggjorde studenterna att fullfölja sina studier vid båda observatorierna. 
Leuschners huvudsakliga verksamhet gällde banberäkning för kometer och asteroider. Inom detta område handledde han mer än 60 studenter till doktorsgraden. Leuschner invaldes 1913 i National Academy of Sciences. Dessutom var han grundande ledamot av Astronomical Society of the Pacific och var under 20 års tid ordförande i kommittén för kometen och småplaneter inom Internationella astronomiska unionen.

## Utmärkelser
Leuschner tilldelades James Craig Watson-medaljen 1916 och Brucemedaljen 1936. År 1924 erhöll han Nordstjärneorden.
Nedslagskratern Leuschner på månen och asteroiden 1361 Leuschneria är uppkallade efter honom.